# Impatiens irvingii
Espèce
Synonymes
- Impatiens guineensis A. Chev.[1] [2]
- Impatiens kirkii var. hypoleuca Welwitsch ex Hiern[2]
- Impatiens kirkii Hook. f. ex Oliv.[1] [2]
- Impatiens thonneri De Wild. & T. Durand[1]
- Impatiens thonneri De Wildeman & T. Durand[2]
- Impatiens villoso-calcarata Warb. & Gilg ex Gilg[2]

Statut de conservation UICN

 LC  : Préoccupation mineure
Impatiens irvingii est une espèce de plantes à fleurs dicotylédones de la famille des Balsaminaceae, originaire d'Afrique subsaharienne.
C'est une plante herbacée vivace dont la tige peut atteindre 1,5 mètre de long. Les fleurs axillaires, solitaires ou groupées par 2 ou 3, sont de couleur violet clair ou mauve. Les fruits sont des capsules fusiformes, glabres, de 1 à 2 cm de long, contenant de nombreuses graines.
Les feuilles sont parfois cuisinées et consommées comme légumes.
Selon une observation réalisée au Cameroun en 2007, Impatiens irvingii est une plante-hôte de Pseudoperonospora cubensis,  espèce de pseudo-champignon oomycètes, agent du mildiou des Cucurbitacées, qui provoque des taches rouges sur les feuilles et, dans les cas graves, de la nécrose

## Liste des variétés
Selon Tropicos (23 février 2021) (Attention liste brute contenant possiblement des synonymes) :
- Impatiens irvingii var. irvingii
- Impatiens irvingii var. setifera A. Chev.